# Didier van Cauwelaert
Didier van Cauwelaert (Niça, França 1960) és un escriptor, guionista de cine i televisió i dramaturg francès d'origen belga, traduït a vint llengües i guanyador del Premi Goncourt 1994.

## Biografia
Nascut a Niça el 29 de juliol de 1960. Va començar a escriure novel·les des de molt jove i segons explica ell mateix entre els 7 i el 22 anys no va parar d'escriure, però fins al 1981 no va trobar cap editor que volgués publicar la seva obra.
Va dedicar-se al teatre com a actor i com a director, amb obres de Sartre, Samuel Beckett, Jean Anouilh i Ionesco, i va fer una breu carrera com a crític literari per nens a l'emissora FR3 Côte-d'Azur.

## Obres

### Novel·les
- Vingt ans et des poussières, 1982
- Poisson d'amour, 1984
- Les Vacances du fantôme, 1986
- L'Orange amère, 1988
- Un objet en souffrance, 1991
- Cheyenne, 1993
- Un aller simple, 1994
- La Vie interdite, 1997
- Corps étranger, 1998
- La Demi-pensionnaire, 1999
- L'Éducation d'une fée, 2000
- L'Apparition, 2001
- Rencontre sous X, 2002
- Karine après la vie, coautor amb Maryvonne i Yvon Dray, 2002
- Hors de moi, 2003
- L'Évangile de Jimmy, 2004
- Attirances, 2005
- Le Père adopté, Albin Michel, 2007
- La Nuit dernière au xve siècle, 2008
- La Maison des lumières, 2009
- Thomas Drimm - Tome 1: La fin du monde tombe un jeudi, 2009
- Les Témoins de la mariée, 2010
- Thomas Drimm - Tome 2: La guerre des arbres commence le 13, 2010
- Le Journal intime d'un arbre, 2011
- Double identité, 2012
- La Femme de nos vies, 2013
- Le Principe de Pauline, 2014
- Jules, 2015
- On dirait nous, 2016
- Le retour des Jules, 2017
- J'ai perdu Albert, 2018
- La personne de confiance, 2019
- L'inconnue du 17 mars, 2020
- Le pouvoir des animaux, 2021

### Sèries de televisió
- Madame et se flics (1985-86).
- Pere Noël et fils (1983).
- Marie Love (1986).
- Le Nègre (1989).
- Les filles du Lido (1995).
- Le président et la garde-barrière (1997)
- Servicies sacrés (2009).

### Adaptacions al cinema
- 2001: An aller simple de Laurent Heynemann.
- 2006: "L'Éducation dúne fée" de José Luis Cuerda, amb el títol de La educación de las hadas. Va rebre el premi al millor guió adaptat dels Premis Cóndor de Plata 2008.
- 2011: Sense identitat de Jaume Collet-Serra.
- 2018: J'ai perdu Albert

### Musical
També es autor de les lletres i del llibret en francès d'Amour, una fantasia musical amb un llibret en anglès i lletres de Jeremy Sams, música de Michel Legrand, que va rebre el Premi Tony al millor musical de l'any 2003.

## Premis
- 1982: Prix del Duca per "Vingt Ans des poussières".
- 1994: Premi Goncourt per "Un aller simple".
- 1997: Premi Molière al millor l'espectacle musical per l'adaptació de "Passe-muraille" amb Michel Legrand.
- 1999: Premi Fémina Hebdo per "La Demi-pensionnaire"
- 2014: Premi Livre Enviroment per "Les abeilles et la vie"